# María Guardiola
María Guardiola Martín (ur. 5 grudnia 1978 w Cáceres) – hiszpańska samorządowiec i urzędniczka, minister w rządzie regionalnym, od 2023 prezydent Estremadury.

## Życiorys
Wychowywała się jako córka nauczycielki, jej ojciec opuścił rodzinę, gdy miała trzy lata. Studiowała zarządzanie biznesem i nauki o przedsiębiorstwie na Universidad de Extremadura, w 2018 uzyskała magisterium w tej dziedzinie. Przez około 20 lat pracowała w administracji wspólnoty autonomicznej Estremadury.
W 2012 wstąpiła do Partii Ludowej, w 2022 wybrana szefową jej estremadurskiego oddziału. W rządzie wspólnoty autonomicznej kierowanym przez José Antonio Monago zajmowała stanowiska sekretarz generalnej ds. ekonomii i przedsiębiorczości (2011–2014) oraz nauki i technologii (2014–2015). W latach 2015–2022 zasiadała w radzie miejskiej Cáceres. W 2023 wybrana do parlamentu wspólnoty autonomicznej Estremadury. 17 lipca 2023 wybrana prezydent Estremadury głosami Partii Ludowej i Vox.